# Da un'opera abbandonata
Da un'opera abbandonata è una prosa breve di Samuel Beckett scritta in inglese e pubblicata su "Trinity News", III, 17, giugno 1956; quindi in volume nel 1967 all'interno di No's Knife, Calder, London 1967, e in traduzione francese (D'un ouvrage abandonné, fatta dall'autore con l'aiuto di Ludovic e Agnès Janvier) in Têtes-mortes, Éditions de Minuit, Paris 1967.
Una traduzione in italiano, di Valentino Fantinel, è apparsa nel volume Teste morte della collana Einaudi Letteratura della casa editrice di Torino nel 1969; un'altra, di Gianni Celati, nella rivista "Il semplice" (n. 6, 1997).
L'opera è stata letta nel programma BBC Radio 3 della BBC il 14 e il 19 dicembre 1957 da Patrick Magee, per la regia di Donald McWhinnie. Forse per questo è stata inclusa all'inizio tra le opere teatrali (per esempio da Faber), ma nelle edizioni più recenti è raccolta tra le prose (come in The Complete Short Prose 1929–1989, a cura di Stanley E. Gontarski, 1995).
Un'edizione numerata tedesca del 1967 contiene litografie di Max Ernst.

## Trama
Narrato in prima persona, racconta tre giorni della vita di un uomo, partendo dai suoi ricordi di adolescente, quando preso da rabbia, cercava qualunque serpentello o verme da schiacciare. Il secondo giorno ricorda la caccia che gli faceva una famiglia di ermellini, dalla quale si sentiva perseguitato. Il terzo giorno ricorda di come da bambino avesse paura di un operaio che si chiamava Balfe. Finiti i ricordi si ritrova ora vecchio e in cattive condizioni di salute, soprattutto per il mal di gola e per le orecchie, ma si considera un tipo mite (per quanto agiti ancora il bastone). È contento che suo padre sia morto presto perché non ha dovuto vedere come alla fine suo figlio non ha concluso niente e ha solo deambulato. Anche con sua madre non è andato mai d'accordo, né si è sposato, così la vita del proprio cognome – ammesso che non abbia un fratello di cui non sa niente – finirà con lui.

## Edizioni
- From an abandoned work, in No's Knife, Calder, London, 1967
- D'un ouvrage abandonné, in Têtes-mortes, Éditions de Minuit, Paris, 1967
- Da un'opera abbandonata, in Teste morte, trad. Guido Neri e Valerio Fantinel, "Einaudi Letteratura", Einaudi, Torino, 1969, pp. 7–37; con uno scritto di Emil Cioran, SE, Milano 2003 ISBN 88-7710-572-0
- Da un lavoro abbandonato, trad. Gianni Celati, in "Il semplice", 6, Feltrinelli, Milano 1997, pp. 15–24
- Da un'opera abbandonata, in Racconti e prose brevi, a cura di Paolo Bertinetti, "Letture", Einaudi, Torino, 2010, ISBN 978-88-06-20215-6